# Vildá
VILDÁ o Vildá és una banda finlandesa de música world formada el 2016 per la cantant sami Hildá Länsman i l'acordionista finlandesa Viivi Maria Saarenkylä. El nom del grup és la combinació dels noms de les dues artistes, i a més vilda significa salvatge en sami septentrional.
El 2019 Vildá va llençar el seu primer disc Vildaluodda (Impremta salvatge), que combinava el joik amb música tradicional finesa amb influències de pop, jazz i tango, amb lletres principalment en sami septentrional. A més de noves cançons compostes per Länsman i Saarenkylä, l'àlbum incloïa una adaptació de la cançó Goaskinviellja de Mari Boine. Vildaluodda va entrar en el world music charts d'Europa del 2019.
El duo ha fet concerts en diferents països, i el 2019 va gravar la cançó Eymün weke che en llengua mapudungún juntament amb l'Ensamble Transatlántico de Folk Chileno. L'any 2021 va rebre el premi Music Moves Europe Talent de la Comissió europea.

## Discografia
- 2019 Vildaluodda